# Championnats du monde d'haltérophilie 1961
Navigation
Édition précédente Édition suivante
Les championnats du monde d'haltérophilie 1961 ont eu lieu en Autriche, à Vienne du 20 septembre 1961 au 25 septembre 1961.

## Palmarès

### Hommes
| Catégorie    | Or                         | Or       | Argent                     | Argent   | Bronze                 | Bronze   |
| ------------ | -------------------------- | -------- | -------------------------- | -------- | ---------------------- | -------- |
| - de 56 kg   | Vladimir Stogov (URS)      | 345,0 kg | Imre Földi (HUN)           | 345,0 kg | Yoshinobu Miyake (JPN) | 337,5 kg |
| - de 60 kg   | Isaac Berger (USA)         | 367,5 kg | Sebastiano Mannironi (ITA) | 357,5 kg | Non attribuée          |          |
| - de 60 kg   | Isaac Berger (USA)         | 367,5 kg | Yevgeny Minayev (URS)      | 357,5 kg | Non attribuée          |          |
| - de 67,5 kg | Waldemar Baszanowski (POL) | 402,5 kg | Sergey Lopatin (URS)       | 400,0 kg | Marian Zieliński (POL) | 395,0 kg |
| - de 75 kg   | Aleksandr Kurynov (URS)    | 435,0 kg | Győző Veres (HUN)          | 420,0 kg | Marcel Paterni (FRA)   | 405,0 kg |
| - de 82,5 kg | Rudolf Plyukfelder (URS)   | 450,0 kg | Géza Tóth (HUN)            | 432,5 kg | Tommy Kono (USA)       | 430,0 kg |
| - de 90 kg   | Ireneusz Paliński (POL)    | 475,0 kg | Louis Martin (GBR)         | 462,5 kg | Arkady Vorobyov (URS)  | 457,5 kg |
| + de 90 kg   | Yury Vlasov (URS)          | 525,0 kg | Richard Zirk (USA)         | 475,0 kg | Eino Mäkinen (FIN)     | 462,5 kg |

## Tableau des médailles
| Rang  | Nation           | Or | Argent | Bronze | Total |
| ----- | ---------------- | -- | ------ | ------ | ----- |
| 1     | Union soviétique | 4  | 2      | 1      | 7     |
| 2     | Pologne          | 2  | 0      | 1      | 3     |
| 3     | États-Unis       | 1  | 1      | 1      | 3     |
| 4     | Hongrie          | 0  | 3      | 0      | 3     |
| 5     | Grande-Bretagne  | 0  | 1      | 0      | 1     |
| 5     | Italie           | 0  | 1      | 0      | 1     |
| 7     | Finlande         | 0  | 0      | 1      | 1     |
| 7     | France           | 0  | 0      | 1      | 1     |
| 7     | Japon            | 0  | 0      | 1      | 1     |
| Total | Total            | 7  | 8      | 6      | 21    |